# Дружба (фрегат)
Фрегат «Дружба» — навчальний фрегат (трищоглове судно з повним вітрильним озброєнням), порт приписки Одеса, Україна. Станом на 2021 рік — єдиний вітрильник України.

## Історія
Навчальний фрегат «Дружба» був побудований у 1987 році на Гданській судноверфі в Польщі. Судно завдовжки 108 метрів побудований за прототипом вітрильних суден початку ХХ століття. Висота його щогл — майже 50 метрів, а вітрила управляються виключно вручну. Зразком для створення «Дружби» став польський вітрильник «Дар Млодзежі», побудований на Гданській верфі ім. Леніна і спущений на воду в 1982 році. Проект цього вітрильника, який успішно зарекомендував себе, був розроблений відомим інженером Зігмунтом Кореном.
Фрегат «Дружба» неодноразово ходив у похід в іноземні порти, серед найвідоміших — у 1990 році на борту зі 120 курсантами Одеської морської академії він відвідував США для дружньої зустрічі з колегами з морських академії штатів Мен та Массачусетс, також він відвідав порти Балтимора, Нью-Йорка та Бостона. Про перший рейс курсантів Одеського вищого інженерного морського училища на вітрильнику "Дружба" навколо Європи було знято документальний фільм.
Після розпаду СРСР було прийняте рішення переобладнати «Дружбу» з навчального на туристичне судно, що і було зроблено у 1992 році в італійському порту Мессіна. Зміни зачепили планування корабля, в тому числі зменшилась кількість кают для курсантів, замість 12-місних кубриків з'явилися чотиримісні каюти та 29 2-місних пасажирських кают, ресторан на 75 місць та 2 бари. Відтепер вітрильник міг брати на борт до 30 осіб.
Спочатку «Дружба» перевозив туристів з м. Барселони (Іспанія) на Балеарські острови. З 1995 по 1996 роки вітрильник орендувала компанія з Болгарії, але через відсутність рейсів і невдалий контракт, «Одеська морська академія» звернулась до міжнародного суду з метою повернення «Дружби». У 1997 році судно взяла в оренду фірма «Примор'я», що належала бізнесменові і політику Леоніду Климову. У цей період «Дружба» обслуговувала в основному швейцарців та ходила за різними маршрутами у Середземному та Чорному морях. Одного разу вітрильник майже дивом не був заарештований в Середземному морі. Зрештою, Леонід Климов повернув неабияк пошарпаний вітрильник морській академії, який станом на 2024 рік перебуває на якорі в Практичній гавані Одеського морського торговельного порту.

## Відновлення судна
У 2013 році підіймалося питання про ремонт фрегату «Дружба», що мав відбутися у Севастополі, але через агресію Російської Федерації та тимчасову окупацію Автономної Республіки Крим цього реалізувати не вдалось.
У червні 2021 року стало відомо, що командувач Військово-Морських Сил Збройних Сил України контр-адмірал Олексій Неїжпапа почав переговори з Міністерством освіти і науки України та керівництвом Національного університету «Одеська морська академія» щодо передачі національному флоту вітрильного фрегата «Дружба», який багато років простоює в Практичній гавані Одеського порту.
29 жовтня 2021 року Президент України Володимир Зеленський, під час відвідування міста Одеси заявив, що фрегат «Дружба» відремонтують та передадуть Інституту Військово-Морських Сил Національного університету «Одеська морська академія».
У грудні 2023 року Львівська міська рада, на звернення Інституту Військово-Морських Сил Національного університету «Одеська морська академія», виділила 20 млн грн на відновлення вітрил фрегату «Дружба».